# Халимонове (станція)
Халимонове — проміжна залізнична станція 5 класу Конотопської дирекції Південно-західної залізниці на лінії Конотоп — Бахмач-Пасажирський.
Розташована в Бахмацькому районі Чернігівської області між станціями Бахмач-Пасажирський (11 км) та Конотоп (14 км).
На станції зупиняються поїзди далекого та місцевого сполучення.